# Elevvårdskonferens
Elevvårdskonferens är de som ute på skolorna i Sverige behandlar elevvårdsfrågor, enligt grundskole- och gymnasieförordningen skall en elevvårdskonferens finnas för varje rektorsområde.
Elevvårdskonferensen behandlar vanligtvis frågor angående en enskild elev och de som skall ingå i konferensen är: rektorn, företrädare för elevvården (till exempel skolpsykolog, kurator eller skolsyster), och berörd klassföreståndare och/eller annan berörd personal.
Det är rektorn som beslutar om den närmare sammansättningen av elevvårdskonferensen. Vanligtvis är rektorn ordförande men har även rätt att utse en annan arbetstagare till detta. Elevvårdskonferensen kan även tillåta att andra än ledamöter är närvarande och yttrar sig vid sammanträdena, vanligt är att även elevens vårdnadshavare närvarar.
Begreppet elevvårdskonferens (EVK) togs bort 2011 vid införandet av Skollag (2010:800). Där stärktes rektors utredningsansvar i frågor gällande bland annat behov av särskilt stöd och frånvaro. 